# Miškej Cherut Betar

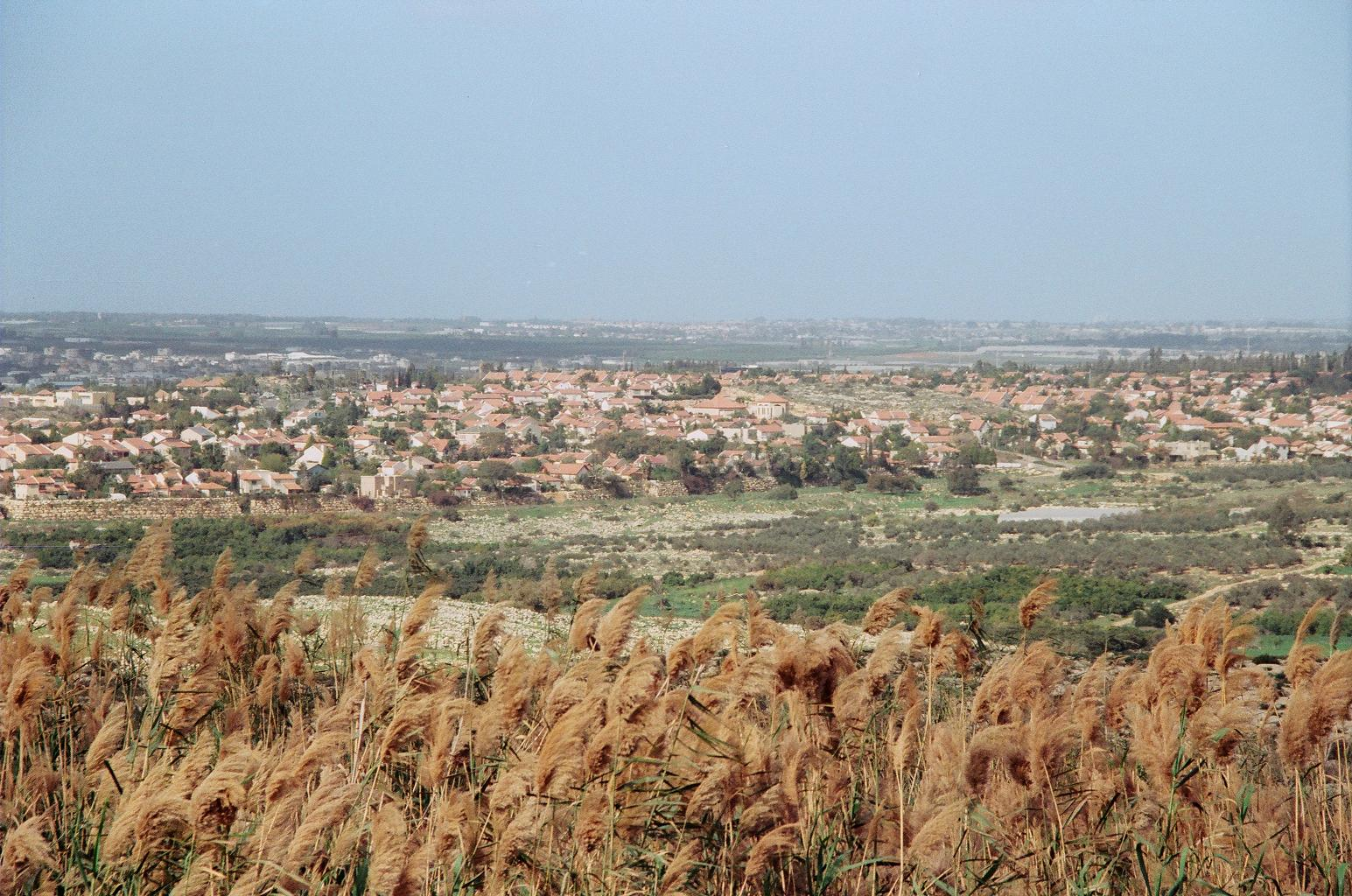
Obec Kochav Jair založená roku 1981

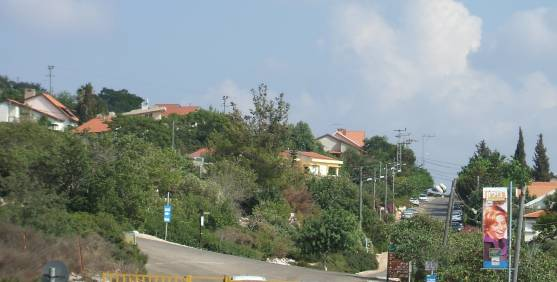
Obec Gilon založená roku 1980

Miškej Cherut Betar (hebrejsky: משקי חרות בית"ר, doslova „domácnosti Cherut Betar“) je organizace v Izraeli napojená na pravicovou stranu Cherut a mládežnické hnutí Betar, která se zaměřovala na zakládání židovských vesnic a sdružovala jejich obyvatele. První taková vesnice byla založena v roce 1932 (Ramat Tiomkin v prostoru dnešního města Netanja). 
Hnutí zakládalo po roce 1967 osady i na dobytých územích včetně Sinaje, kde vznikla například vesnice Dikla, nebo na Západním břehu Jordánu a Golanských výšinách.

## Seznam sídel Miškej Cherut Betar
- Ramat Tiomkin (dnes poblíž města Netanja)
- Nachlat Žabotinsky (dnes součást Binjamina-Giv'at Ada)
- Nordija
- Mišmar ha-Jarden
- Mevo Bejtar
- Misgav Dov
- Chosen
- Amikam
- Avi'el
- Giv'at Nili
- Bar Giora
- Ramat Razi'el
- Amacja
- Cur Natan
- Dikla
- Argaman
- Naot Sinaj
- Gitit
- Kela Alon
- Chad Nes
- Ša'al
- Curit
- Ma'ale Šomron
- Chomeš
- Gilon
- Barkan
- Ma'ale Amos
- Bejt Arje
- Šaked
- Šekef
- Kochav Jair
- Adora
- Telem
- Sal'it
- Ša'arej Tikva
- Ganim
- Alej Zahav
- Chermeš
- Kadim
- Kedar

(řazeno podle data založení osady)